# Estación de Fontaines - Mercurey
La estación de Fontaines - Mercurey es una estación ferroviaria francesa de la línea París - Marsella, situada en la comuna de Fontaines, en el departamento de Saona y Loira, en la región de Borgoña. Por ella transitan únicamente trenes regionales que unen Dijon y Chagny con Chalon-sur-Saône.

## Situación ferroviaria
La estación se encuentra en la línea férrea París-Marsella (PK 372,748). 

## Descripción
La estación configurada como un simple apeadero se compone de dos andenes laterales y de dos vías. 

## Servicios ferroviarios

### Regionales
Los TER Borgoña enlazan Chagny y Dijon con Chalon-sur-Saône.